# Pinhal Grande
Pinhal Grande è un comune del Brasile nello Stato del Rio Grande do Sul, parte della mesoregione Centro Ocidental Rio-Grandense e della microregione di Santiago.